# Leonardo Sandri
Leonardo Sandri, född 18 november 1943 i Buenos Aires, är en argentinsk kardinal och ärkebiskop. Han är sedan år 2007 prefekt för Kongregationen för de orientaliska kyrkorna.

## Biografi
Leonardo Sandri är son till Antonio Enrico Sandri och Nella Righi. Han studerade vid teologi vid Università Cattolica Argentina, och prästvigdes den 2 december 1967. Han avlade sedan doktorsexamen i kanonisk rätt vid Påvliga universitetet Gregoriana i Rom. Han har också studerat vid Påvliga diplomatiska akademin. Sandri prästvigdes av ärkebiskop, sedermera kardinal, Juan Carlos Aramburu den 2 december 1967.
År 1974 inträdde Sandri i Heliga Stolens diplomatiska kår, med placering på Madagaskar till och med 1977, då han fick tjänst i Heliga stolens statssekretariat i Rom fram till 1989. Under tre år arbetade han sedan vid dem påvliga nuntiaturen i USA och Organisationen för amerikanska stater i Washington, D.C., innan han i augusti 1991 återvände till Rom som tillförordnad prefekt för det påvliga hushållet. Efter ett halvår återgick han till den allmänna sektionen inom statssekretariatet, där han tjänstgjorde till 1997.
I juli 1997 blev Sandri till påvlig nuntie för Venezuela, och utnämndes till titulärärkebiskop av Aemona och biskopsvigdes den 11 oktober samma år. Vigningen skedde i Peterskyrkan, under ledning av kardinal Angelo Sodano, som assisterades av kardinal Juan Carlos Aramburu och ärkebiskop, sedermera kardinal, Giovanni Battista Re.
I mars 2000 förflyttades han till posten som påvlig nuntie för Mexiko, innan påve Johannes Paulus II i september 2000 utsåg honom till chef (Substitut) för statssekretariatets allmänna sektion, det vill säga stabschef för kurians statsförvaltning. Sandri hade en central roll när påven avled den 2 april 2005; det var bland annat han som meddelade folkmassan på Petersplatsen i Rom att påven avlidit.
Sandri fortsatte i statssekretariatet, tills påve Benedikt XVI i juni 2007 utnämnde honom till prefekt för Kongregationen för de orientaliska kyrkorna, ett av kurians dikasterier. Den 24 november 2007 upphöjde påve Benedikt XVI Sandri till kardinal med rang som kardinaldiakon och med Santi Biagio e Carlo ai Catinari som titeldiakonia. Kardinal Sandri deltog i konklaven 2013, vilken valde Franciskus till ny påve. Franciskus bekräftade Sandri i ämbetet som prefekt för kongregationen för de orientaliska kyrkorna.
Sandri deltog i den extraordinarie biskopssynoden om familjen i oktober 2014 och i ordinarie biskopssynoden om familjen i oktober 2015. Den 19 maj 2018 upphöjdes Sandris titeldiakonia till titelkyrka och han blev därmed kardinalpräst.
Den 28 juni 2018 upphöjde påve Franciskus Sandri till kardinalbiskop.
Karindal Sandri har också ett antal andra uppdrag inom kurian, bland annat som ledamot av Apostoliska signaturian. I januari 2020 utsåg Franciskus kardinal Sandri till vice dekan för kardinalkollegiet.

## Bilder

Kardinal Sandris titeldiakonia, sedermera titelkyrka
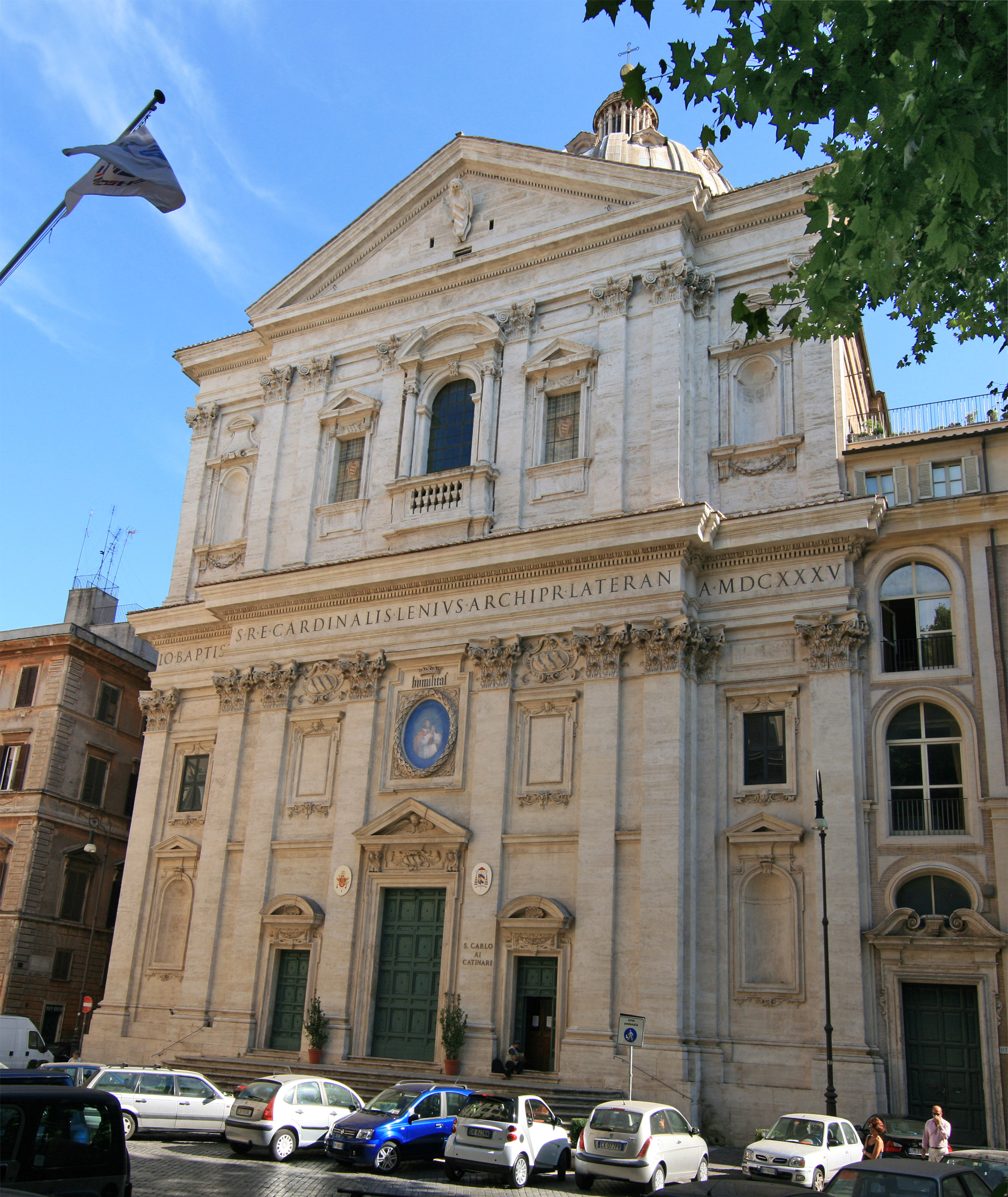
Santi Biagio e Carlo ai Catinari.